# Nowsze dialekty mieszane
Nowsze dialekty mieszane – umowne określenie nazywające te gwary północnopolskie, które powstały w wyniku ekspansji polskich dialektów (mazowieckiego i wielkopolskiego) na tereny zamieszkane pierwotnie przez Prusów. Gwary mieszane sprawiają dialektologom pewne problemy – często ich jednoznaczne przypisanie do konkretnego dialektu jest bardzo trudne i zależy od wybranych przez językoznawcę kryteriów. Pewnym rozwiązaniem było wydzielenie odrębnego dialektu chełmińsko-kociewsko-warmińskiego jako dialektu pośredniego, nie jest on jednak uwzględniany w najpopularniejszych podziałach.  Nie należy mylić tego pojęcia z nowymi dialektami mieszanymi, rzeczywistą jednostką dialektologiczną.
Do gwar mieszanych zalicza się gwary: malborską, grudziądzką, lubawskie, ostródzkie, warmińską i mazurską.